# Lex Fufia Caninia
Lex Fufia Caninia – rzymska ustawa konsulów Gaiusa Fufiusa Geminusa i Luciusa Caniniusa Gallusa wydana w 2 roku p.n.e. Ograniczała ona możliwość wyzwalania niewolników. Odnosiła się do wyzwoleń dokonywanych w drodze manumissio testamento (wyzwolenie formalne w drodze testamentu). Ograniczała liczbę wyzwalanych niewolników w zależności od stanu posiadania właściciela. Bez ograniczeń można było wyzwolić tylko 2 niewolników, po czym tylko ułamkową część ogółu, przy czym ułamek ten zmniejszał się ze wzrostem liczby niewolników. Górną granicę wyzwoleń w testamencie była liczba 100 niewolników.
Właściciel posiadający:
- 3 niewolników mógł wyzwolić tylko 2,
- od 4 do 10 niewolników – mógł wyzwolić tylko ich połowę,
- od 10 do 30 niewolników – mógł wyzwolić tylko jedną trzecią,
- od 30 do 100 niewolników – jedną czwartą,
- od 100 do 500 niewolników – mógł wyzwolić jedną piątą niewolników.

Większej liczby niż stu niewolników nie wolno było wyzwolić.
Ustawa została zniesiona przez Justyniana w 528.
Podobną, ale dalej idącą ustawą była lex Aelia Sentia.